# Kodeks 056
Kodeks 056 (Gregory-Aland no. 056), O7 (von Soden) – grecki kodeks uncjalny Nowego Testamentu, pisany na pergaminie. Paleograficznie datowany jest na X wiek.

## Opis
Kodeks stanowiony jest przez 381 pergaminowych kart (29,8 na 23,3 cm), z tekstem Dziejów Apostolskich, Listów powszechnych i Listów Pawła. Tekst pisany jest w jednej kolumnie na stronę, 40 linijek w kolumnie. Zawiera Prolegomenę i Życie św. Longina na dwóch kartach (karty 380-381). Zawiera komentarz Ekumeniusza oraz katena innych ojców Kościoła.

## Tekst
Grecki tekst kodeksu przekazuje tekst bizantyjski. W Listach powszechnych dochodzi do głosu element obcy dla tradycji bizantyńskiej (10-20%). Kurt Aland zaklasyfikował go do Kategorii V.
Nie zawiera tekstu Dz 8,37.

## Historia
Początkowo przechowywany był w Wielkiej Ławrze na Górze Athos. Od XVII wieku we Francji, stał się częścią kolekcji Fonds Coislin. Pierwszy opis rękopisu pochodzi od Bernarda de Montfaucon w 1715 roku. Badał go Wettstein. Aż do końca XIX wieku bywał błędnie klasyfikowany jako minuskuł, pod numerem 16a. C.R. Gregory zaliczył go do majuskułów. W 1908 roku dał mu siglum 056.
Obecnie kodeks przechowywany jest we Francuskiej Bibliotece Narodowej (Coislin Gr. 26) w Paryżu.